# The Lucid
The Lucid — американський хард-рок гурт, створений у 2020 році.

## Історія
Гурт The Lucid був створений на початку 2020 року гітаристом Дрю Фортьєром і барабанщиком Майком Геллером, які демонстрували ідеї пісень для можливого нового проекту. Це призвело до того, що до гурту приєднався постійний співавтор Фортьє, басист Девід Еллефсон, а незабаром після цього до гурту приєднався вокаліст Вінні Домброскі.
Гурт The Lucid зібрався в Лос-Анджелесі в липні 2020 року, щоб записати матеріал для однойменного дебютного альбому. Альбом був спродюсований Майком Геллером, а зведенням і мастерингом займався Лассе Ламмерт (Lasse Lammert).
24 травня гурт Megadeth виступили із заявою про звільнення Еллефсона з гурту. Причина звільнення — сексуальний скандал, у який потрапив Еллефсон.
На початку вересня 2021 року гурт The Lucid випустив свій перший сингл «Maggot Wind» та назвав дату виходу свого дебютного альбому, 15 жовтня.
Наприкінці вересня 2021 року гурт The Lucid випустив свій другий сингл «Damned», за яким у жовтні вийшов третій сингл «Hair».
Офіційний кліп на пісню «Deaths of Despair» вийшов у січні 2022 року. Режисером кліпу виступив Дрю Фортьє (Drew Fortier).
Гурт випустив свій офіційний кліп на пісню «Hair» у березні 2022 року. Режисером кліпу виступила Ханна Фіерман (Hannah Fierman), яка була режисером таких фільмів, як V/H/S, Siren.
На травень 2022 року було анонсовано тур, що складався з семи концертів; пізніше вони були скасовані, через діагноз раку у гітариста Дрю Фортьє. Після діагнозу Фортьє, в червні 2022 року гурт The Lucid випустив офіційний відеокліп для пісні Maskronaut, відео ставило на меті допомогти підвищити обізнаність про рак. Режисером відеокліпу став Майкл Сарна (Michael Sarna).
У грудні 2022 року було випущено сингл «Saddle Up and Ride», для запису синглу було запрошено реп вокаліста дуету Insane Clown Posse, Violent J.
Гурт анонсував мініальбом з п'яти треків Saddle Up and Ride, з датою виходу 27 січня 2023 року.
У червні 2023 року гурт The Lucid був включений до списку Metal Hammer у рубриці «4 блискучі нові металеві гурти, які вам потрібно почути».

## Учасники гурту
- Дрю Фортьє (Drew Fortier) — гітари (2020–теперішній час), колишній учасник гурту Bang Tango[20]
- Майк Геллер (Mike Heller) — барабани (2020–теперішній час), учасник гуртів Malignancy, Raven, Fear Factory[21]
- Девід Еллефсон (David Ellefson) — бас (2020–теперішній час), колишній учасник гурту Megadeth[22]
- Вінні Домброскі (Vinnie Dombroski) — вокал (2020–теперішній час), учасник гурту Sponge[23][24][25]

## Дискографія
Сингли
- "Maggot Wind" (2021)[26][27]
- "Damned" (2021)[28]
- "Hair" (2021)[29]
- "Saddle Up and Ride" (feat. Violent J) (2022)[30]
- "Mumps" (2022)[31]
- "Risk Machine" (2023)[32]
- "Sweet Toof" (feat. Violent J) (2023)[33]

Альбоми
- The Lucid (October 15, 2021)[34][35]

Мініальбоми
- Saddle Up and Ride (January 27, 2023)